# Anoba jaculifera
Anoba jaculifera là một loài bướm đêm trong họ Erebidae.